# ديفيد ليندبرغ
ديفيد تشارلز ليندبرغ (بالإنجليزية: David Charles Lindberg)‏ هو مؤرخ أمريكي، ولد في 15 نوفمبر 1935 في منيابولس في الولايات المتحدة، وتوفي في 6 يناير 2015 في ماديسون في الولايات المتحدة.